# Équipe d'Irlande masculine de kayak-polo
 (avril 2021).
Si vous disposez d'ouvrages ou d'articles de référence ou si vous connaissez des sites web de qualité traitant du thème abordé ici, merci de compléter l'article en donnant les références utiles à sa vérifiabilité et en les liant à la section « Notes et références ».
L'équipe d'Irlande de kayak-polo est l'équipe masculine qui représente l'Irlande dans les compétitions majeures de kayak-polo.
Elle est constituée par une sélection des meilleurs joueurs irlandais.
À ce jour[Quand ?], elle n'a remporté aucun titre majeur ni s'est vraiment illustrée dans les grands rendez-vous mondiaux comme les championnats d'Europe ou les championnats du monde. Malgré cela, l'Irlande espoir a déjà remporté une médaille de bronze.

## Palmarès
Parcours aux championnats d'Europe
- 1995 : NQ
- 1997 : 8e
- 1999 : 6e
- 2001 : 7e
- 2003 : 9e
- 2005 : 10e
- 2007 : 8e[1]
- 2009 : 13e
- 2011 : 8e

Parcours aux championnats du Monde
- 1994 : 7e
- 1996 : NQ
- 1998 : 8e
- 2000 : NQ
- 2002 : 17e
- 2004 : 10e
- 2006 : 7e
- 2008 : 10e
- 2010 : 13e